# La Sabina, Guanajuato
La Sabina är en ort i Mexiko.   Den ligger i kommunen Manuel Doblado och delstaten Guanajuato, i den centrala delen av landet, 300 km väster om huvudstaden Mexico City. La Sabina ligger 1 729 meter över havet och antalet invånare är 258.
Terrängen runt La Sabina är kuperad åt sydost, men åt nordväst är den platt. Runt La Sabina är det ganska glesbefolkat, med 45 invånare per kvadratkilometer. Närmaste större samhälle är Ciudad Manuel Doblado, 9,0 km nordväst om La Sabina. Trakten runt La Sabina består till största delen av jordbruksmark.